# أوربين بوريان
أوربين بوريان (11 أبريل 1849 – 19 يونيو 1903) كان عالم مصريات فرنسيًا، اكتشف إنجيل بطرس في مقبرة في أخميم. يشتهر بترجمته لـ المقريزي، التي نُشرت بعنوان Description topographique et historique de l'Egypte (باريس 1895-1900). كان متعاونًا مع غاستون ماسبيرو في عام 1880، عندما أسس ماسبيرو البعثة الأثرية الفرنسية إلى القاهرة، التي كانت مقدمة لـ المعهد الفرنسي للآثار الشرقية (IFAO).
من 1883 إلى ديسمبر 1886، كان أمينًا في متحف بولاق، ثم مديرًا لـ IFAO حتى عام 1898. في موسم 1883-84، اكتشف بوريان نسخة من ترنيمة آتون العظمى في مقبرة آي في تل العمارنة.